# Wilhelm Gustav Loew
Wilhelm Gustav Loew (* 20. Juli 1887 in Camberg; † 18. Dezember 1977 in Saarbrücken) war ein deutscher Theologe und Mediziner.

## Leben
Von 1906 bis 1909 studierte Loew Theologie an der Universität Freiburg im Breisgau, an der Universität Halle-Wittenberg und an der Universität Marburg. In der Marburger Zeit lernte er auch Karl Barth kennen, mit dem er freundschaftlich verbunden blieb und einen Briefwechsel führte. Nach dem ersten theologisches Examen 1909 trat er in den kirchlichen Dienst. Als Hilfsprediger war er in Grävenwiesbach eingesetzt, ab 1914 war er Pfarrer in Simmersbach. Im gleichen Jahr wurde er auch in Marburg  zum lic. theol. promoviert. Von 1920 bis 1927 übernahm er die zweite Pfarrstelle in Remscheid, dann wechselte er nach Trarbach auf die dortige erste Pfarrstelle, bis er im Jahr 1937 zum Direktor des Predigerseminars in Düsseldorf berufen wurde. Da er offen für die Bekennende Kirche eintrat, wurde er 1939 zwangsweise in den Ruhestand versetzt. Von 1940 bis 1945 studierte er Medizin an der Universität Graz. Nach der Promotion 1945 in Graz zum Dr. med. war er von 1945 bis 1950 Arzt in einem Diakonissenkrankenhaus. Von 1952 bis 1963 lehrte er als Honorarprofessor für Praktische Theologie an der Universität Mainz. Verheiratet war er mit Elisabeth „Lise“ Naumann (1894–1980), der einzigen Tochter von Friedrich Naumann; aus der Ehe gingen sechs Kinder hervor.

## Schriften (Auswahl)
- Das Grundproblem der Ethik Schleiermachers in seiner Beziehung zu Kants Ethik. Berlin 1914, OCLC 657635.
- Goethe als religiöser Charakter. München 1924, OCLC 906503446.
- Der Glaubensweg des Neuen Bundes. Eine Einführung in den Brief an die Hebräer. Berlin 1941, OCLC 33247152.